# USS McCormick (DD-223)
Za druga plovila z istim imenom glejte USS McCormick.
USS McCormick (DD-223) je bil rušilec razreda Clemson v sestavi Vojne mornarice Združenih držav Amerike.
Rušilec je bil poimenovan po pomorskem častniku Alexanderu McCormicku.